# 제1인사사령부
제1인사사령부(1st Personnel Command)는 미국 유럽 육군의 인사 담당 사령부였다.

## 역사
1974년에 설립되었던 미국 유럽 육군 인사소(U.S. Army Military Personnel Center, Europe (MILPERCENEUR))을 대채하여 1978년 10월 21일부터 2008년 6월 26일까지 독일 하이델베르크의 킬보른 막사(Kilbourne Kaserne)에 본부를 두었고, 몇몇 예하부대는 길 건너편의 톰프킨스 막사에 있었다.
2008년에 제111군무중대, 1소대와 제147군무중대 1,2,3소대가 이라크 자유 작전에 참가하여 전역 참가를 인정받았다.
2008년 6월 26일에 제1인사사령부가 해체된 이후의 인적 자원 관리의 임무는 제21전구지원사령부 휘하 제1인적자원지원소가 맡고있다.
예하부대에서, 제38인사근무대대는 가장 마지막에 해체된 인사근무대대였다.

## 구조

### 상위부대
- 미국 유럽 육군; 1974년 10월 21일 ~ 2008년 6월 26일
- 제21전구지원사령부; ? ~ ?

### 편성
- 본부 및 본부중대
- 제38인사근무대대 (38th Personnel Service Battalion) - 밤베르크, 워너 막사; 1973년 1월 15일(재활성화) ~ 1990년 9월 15일(해산), 1994년 11월 16일(재활성화) ~ 2008년 6월 11일(해산)[4][1][3][5]
  - B,C,D 분견대
  - 제111, 139, 147, 566우정중대
- 제55인사근무대대 (55th Personnel Service Battalion) - 하나우, Grossauheim 막사; ? ~ 2007년 2월 7일(해산)[6]
  - 4개(A~D) 분견대
  - 제55우정중대
- 제90인사근무대대 (90th Personnel Service Battalion); 1994년 1월 16일 ~ 2007년 2월 2일(해산)[7][8]
  - 4개(A~D) 분견대
  - 제90우정중대
- 제510인사근무대대 (510th Personnel Service Battalion); 1978년 10월 21일(이탈리아, 재활성화) ~ 2007년(뮌헨 설리번 막사, 해산)[9][10]
  - 4개(A~D) 분견대
  - 제510우정중대
- 제64보충중대; 1980년 6월 16일 ~ 끝까지[11]
- 미국 유럽 육군악대
- 미국 육군 만하임 감옥(United States Army Confinement Facility, Mannheim (USACF-M)); 1985년 10월 1일 ~

## 기록

### 계보
- 1974년 10월 21일 - 제1인사사령부 (1st Personnel Command (1st PERSCOM)
- ? - 제1인사소 (1st Personnel Center)
- ? - 제1인적자원근무소 (1st Human Resources Service Center (1st HRSC))
- ? - 제1인적자원지원소 (1st Human Resources Service Center (1st HRSC))

### 장식
| 스트리머     | 내역                                              | 참고               |
| ------------ | ------------------------------------------------- | ------------------ |
| 공훈부대표창 | "제1인사소"로서 2012년 11월 15일 ~ 2013년 8월 4일 | 일반명령 제16-09호 |

## 같이 보기
- 제8인사사령부

## 참고
1. 1 2  Spc. Joseph McAtee (2008년 6월 30일). “Inactivation of 1st Personnel Command sign of change in Army human resources operations” (영어). 미국 유럽 육군 PAO. 2017년 1월 24일에 확인함.
2. ↑  “USAREUR units identified for deployment in 2008” (영어). 미국 유럽 육군 PAO. 2007년 11월 28일. 2017년 1월 24일에 확인함.
3. 1 2  Spc. Joseph McAtee (2008년 6월 18일). “Active Army's last Personnel Services Battalion inactivates in Bamberg”. 미국 유럽 육군 PAO. 2017년 1월 28일에 확인함.
4. ↑  “38th Personnel Services Battalion” (영어). 미국 육군 역사관. 1996년 8월 27일. 2017년 10월 24일에 확인함.
5. ↑  “38th Personnel Service Battalion”. 《globalsecurity.org》 (영어). 2017년 1월 24일에 확인함.
6. ↑  “55th Personnel Service Battalion”. 《globalsecurity.org》 (영어). 2017년 1월 24일에 확인함.
7. ↑  “90th Personnel company” (영어). 미국 육군 역사관. 2006년 12월 20일. 2017년 10월 24일에 확인함.
8. ↑  “90th Personnel Service Battalion”. 《globalsecurity.org》 (영어). 2017년 1월 24일에 확인함.
9. ↑  “510th Personnel Company” (영어). 미국 육군 역사관. 1996년 8월 27일. 2017년 10월 24일에 확인함.
10. ↑  “510th Personnel Service Battalion”. 《globalsecurity.org》 (영어). 2017년 1월 24일에 확인함.
11. ↑  “64th Replacement Company” (영어). 미국 육군 역사관. 2006년 12월 20일. 2017년 10월 24일에 확인함.
12. ↑  “General Order No. 2016–09” (PDF). 《apd.army.mil》 (영어) (워싱턴 D.C.: 미국 육군부 본부). 2016년 11월 21일. 2017년 10월 24일에 원본 문서 (PDF)에서 보존된 문서. 2017년 10월 24일에 확인함.

- “Headquarters and Headquarters Company,  1st Personnel Command” (영어). 미국 육군 역사관. 2007년 8월 3일. 2017년 1월 26일에 원본 문서에서 보존된 문서. 2017년 1월 24일에 확인함.
- “1st Personnel Command”. 《tioh.hqda.pentagon.mil》 (영어). 문장학 연구소. 2017년 10월 24일에 원본 문서에서 보존된 문서. 2017년 1월 24일에 확인함.
- “1st Personnel Command”. 《globalsecurity.org》 (영어). 2017년 1월 24일에 확인함.
- “1st Personnel Command”. 《usarmygermany.com》 (영어). 2017년 1월 24일에 확인함.